# James Herndon
James Neil Herndon (* 16. Mai 1952 in Oklahoma City, Oklahoma, USA) ist ein US-amerikanischer Medienpsychologe.
Seine Verhaltensprognosestrategie, Affective Encryption Analysis, hatte einige Kontroversen zur Folge gehabt. Er erhielt 1988 den Doktorgrad (Ph.D.) in Educational Technology von der Arizona State University. Affective Encryption Analysis wurde vor kurzem angewandt, um das Ergebnis der US-Präsidentschaftswahl 2008 vorherzusagen. Durch dieses Forschungsinstrument wurden ebenfalls Zukunftstrends, den Antisemitismus betreffend, prognostiziert. Er definiert Medienpsychologie als „die Anwendung von auf Forschung basierender Medien, um Verhalten zu verändern“.